# Lena (Lis)
Der Lena ist ein Fluss in Portugal mit 20 km Länge. Er entspringt im Höhenzug Serra de Aire, der Teil des Naturparks Parque Natural das Serras de Aire e Candeeiros ist. Das Gebiet gehört zu Porto de Mós einer Gemeinde im Distrikt Leiria. Von dort fließt er nach Norden durch Brancas und Batalha. Im Westen des Stadtgebiets von Leiria mündet er in den Fluss Lis.